# Moddi
Moddi is een Noorse indiepopband, die onder leiding staat van singer-songwriter Pål Moddi Knutsen.

## Geschiedenis
Pål Moddi Knutsen werd in 1988 geboren op Senja, een eiland in het noorden van Noorwegen. Hier richtte hij in 2005 de band Moddi op, die, in de lijn van Van Halen en Vandenberg, genoemd werd naar hemzelf.
In 2008 bracht de band haar debuut-ep Rubato uit op Playground Music. De ep was een split-ep met zijn latere bandlid Einar Stray. Hierna kreeg hij grotere bekendheid, door de goede kritieken van het internetmagazine Pitchfork voor zijn optreden op het Øyafestivalen in Oslo.
In de herfst van 2009 nam Moddi zijn eerste plaat Floriography op in de Greenhouse Studio in Reykjavik. Het album werd geproduceerd door Valgeir Sigurðsson, die eerder werkte met onder anderen Björk en Bonnie "Prince" Billy. Het album werd uitgegeven door Impeller Records, en verscheen op 8 februari 2010. Het album kreeg een lovende recensie in de Noorse krant Aftenposten, waar het 5 van de 6 punten behaalde.
In 2010 kreeg de band een aanmoedigingsbeurs van de Noorse band a-ha voor 1 miljoen Noorse kronen (ongeveer 125 duizend euro), die bedoeld was om jonge, talentvolle artiesten te helpen bij het starten van een internationale carrière. Een andere beurs van 800 duizend Noorse kronen (ongeveer 100 duizend euro), die ze werd aangeboden door By:Larm, werd door de band geweigerd, omdat deze gesponsord werd door de Noorse oliemaatschappij Statoil en zij dit niet konden verenigen met hun opvattingen over klimaatverandering.
Op 14 februari 2011 werd de plaat in Nederland uitgebracht via Munich Records.

## Bandleden
- Pål Moddi Knutsen - zang, gitaar en accordeon
- Einar Stray - piano
- Katrine Schiøtt - cello
- Ofelia Østrem Ossum - cello
- Erik Normann Aanonsen - contrabas
- Jørgen Nordby Henriksen - percussie en drums

### Oud-bandleden
- Hanna Furuseth - viool
- Christine Henriksen (2006-2010) - viool en altviool

## Discografie
Ep's
- Random Skywriting (2006)
- Rubato (2008)
- Rubbles  (2010)
- Away from Home (2011)
- Music for Frankenstein (2015)

Albums
- Floriography (2010)
- Set the House on Fire (2013)
- Kæm Va Du? (2013)
- Unsongs (2016)
- Like in 1968 (2019)
- Bråtebrann (2022)
- Denna tida i fjor (2023)
- Vandreviser (2024)

Live
- Live Parkteatret May 2009 (2009)
- Live at Jakob Church of Culture (2014)